# Rhamphomyia brevis
Rhamphomyia brevis är en tvåvingeart som beskrevs av Friedrich Hermann Loew 1861. Rhamphomyia brevis ingår i släktet Rhamphomyia och familjen dansflugor. Inga underarter finns listade i Catalogue of Life.